# Vinča (Topola)
Pour les articles homonymes, voir Vinca.
Vinča (en serbe cyrillique : Винча) est une localité de Serbie située dans la municipalité de Topola, district de Šumadija. Au recensement de 2011, elle comptait 1 070 habitants.
Vinča est officiellement classée parmi les villages de Serbie.

## Démographie

### Évolution historique de la population
| 1948  | 1953  | 1961  | 1971  | 1981  | 1991  | 2002  | 2011  |
| ----- | ----- | ----- | ----- | ----- | ----- | ----- | ----- |
| 1 625 | 1 625 | 1 628 | 1 522 | 1 464 | 1 335 | 1 176 | 1 070 |

|  |